# Liste der Monuments historiques in Saint-Martin-de-la-Mer
Die Liste der Monuments historiques in Saint-Martin-de-la-Mer führt die Monuments historiques in der französischen Gemeinde Saint-Martin-de-la-Mer auf.

## Liste der Immobilien
| Bezeichnung           | Beschreibung                  | Standort                          | Kennzeichnung | Schutzstatus | Datum | Bild           |
| --------------------- | ----------------------------- | --------------------------------- | ------------- | ------------ | ----- | -------------- |
| Château de Conforgien | Burg, 14. und 16. Jahrhundert | Conforgien, rue du Château (Lage) | PA00135225    | Inscrit      | 1995  | weitere Bilder |